# Bornhöved
Bornhöved est une commune allemande du Schleswig-Holstein, située dans l'arrondissement de Segeberg (Kreis Segeberg), entre les villes de Neumünster et Plön. Bornhöved est l'une des huit communes de l'Amt Bornhöved dont le siège est à Trappenkamp.

## Personnalités liées à la ville
- Ludwig Ross (1806-1859), archéologue né à Bornhöved.